# Finale UEFA Cup 2003

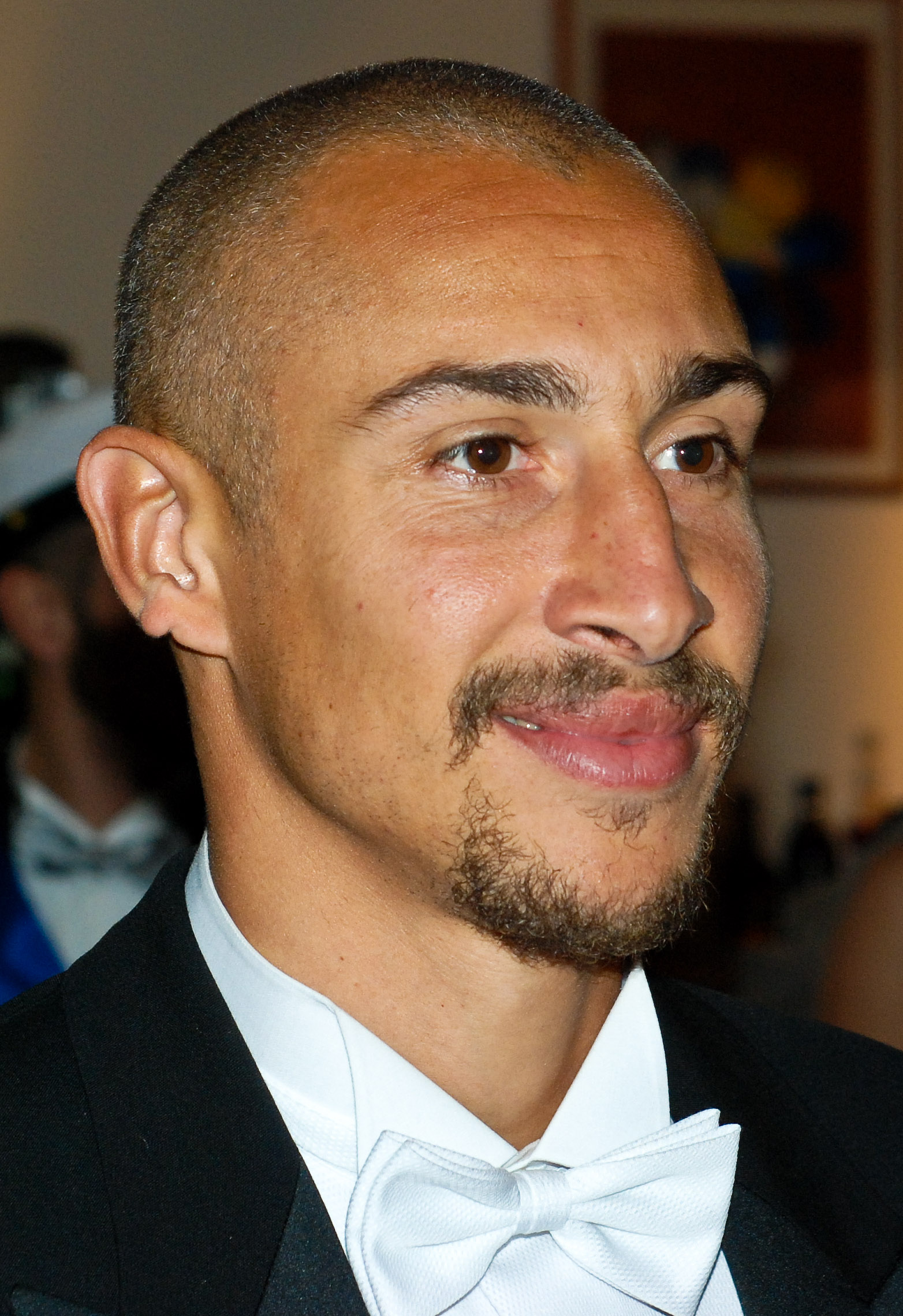
Twee doelpunten van Henrik Larsson volstonden niet voor Celtic.

De UEFA Cupfinale van het seizoen 2002/03 was de 32e finale in de geschiedenis van de UEFA Cup. Het Schotse Celtic FC nam het op tegen het Portugese FC Porto. De Portugezen wonnen na verlengingen met 2-3. Henrik Larsson, de Zweedse aanvaller van Celtic, werd achteraf verkozen tot "Man van de Match".
Bij Celtic speelde ook de Belgische verdediger Joos Valgaeren mee. Hij pakte al snel een gele kaart en werd na iets meer dan een uur vervangen door Ulrik Laursen.
De zege voor Porto betekende de eerste Europese trofee voor de Portugese succescoach José Mourinho. Een jaar na de UEFA Cup won hij met Porto ook de UEFA Champions League.

## Wedstrijdverslag
In de eerste helft zorgde vooral Deco en Henrik Larsson voor gevaar, maar doelpunten leverde dat aanvankelijk niet op. Pas in de extra tijd van de eerste helft kon  Porto toeslaan. Robert Douglas stopte een hard schot van Dmitri Alenitsjev, maar zag hoe de Braziliaanse goaltjesdief Derlei ervan profiteerde: 0-1. Het was zijn elfde doelpunt van het toernooi.
De Schotten kwamen het best uit de kleedkamer. Meteen na de rust zorgde uitblinker Larsson voor de gelijkmaker. Hij kopte een voorzet van Didier Agathe knap over doelman Vítor Baía. Het was zijn tweehonderdste doelpunt voor Celtic. Het team van José Mourinho reageerde meteen tegen. Deco ontweek een tackle, duwde het leer tot bij Alenitsjev en die werkte beheerst af. Vijf minuten na de gelijkmaker had Porto opnieuw een kleine voorsprong. Celtic gaf de moed niet op en slechts enkele minuten later zorgde Larsson opnieuw met een kopbal voor de gelijkmaker. De Zweed mocht een hoekschop van Alan Thompson vrij inkoppen.
Nadien bracht coach Martin O'Neill met Jackie McNamara een extra verdediger in om de Portugese spelverdeler Deco op te vangen. Geen van beide teams kon nog scoren en dus kwamen er verlengingen. Al na enkele minuten liep Bobo Baldé tegen de lamp. Hij pakte na een stevige tackle zijn tweede gele kaart en werd van het veld gestuurd. McNamara schoof een rij naar achter om de plaats van Baldé in te nemen. Er leken strafschoppen aan te komen totdat Douglas in de voeten gleed van een Portugese aanvaller en de bal opnieuw bij Derlei belandde. De Braziliaan profiteerde optimaal van de kans en trapte de 2-3 tegen de netten. In het slot pakte ook Nuno Valente nog een tweede gele kaart.

### Wedstrijdinfo
|                   |                  |              |                                   |                                                                                         |
| 21 mei 2003 20:45 | Celtic FC        | 2 – 3 (n.v.) | FC Porto                          | Estadio Olímpico, Sevilla Toeschouwers: 52.972 Scheidsrechter: Ľuboš Micheľ (Slowakije) |
| 21 mei 2003 20:45 | Larsson 47', 57' |              | 45+1', 115' Derlei 54' Alenitsjev | Estadio Olímpico, Sevilla Toeschouwers: 52.972 Scheidsrechter: Ľuboš Micheľ (Slowakije) |

| Celtic | Porto |

| Celtic FC:     |    |                 |           |
|                |    |                 |           |
| GK             | 20 | Robert Douglas  |           |
| RWB            | 17 | Didier Agathe   |           |
| CB             | 5  | Joos Valgaeren  | 8' 64'    |
| CB             | 6  | Bobo Baldé      | 80' 96'   |
| CB             | 35 | Johan Mjällby   |           |
| LWB            | 8  | Alan Thompson   |           |
| CM             | 14 | Paul Lambert    | 76'       |
| CM             | 18 | Neil Lennon     | 59'       |
| CM             | 19 | Stilijan Petrov | 102' 105' |
| CF             | 9  | Chris Sutton    |           |
| CF             | 7  | Henrik Larsson  |           |
| Wisselspelers: |    |                 |           |
| GK             | 21 | Magnus Hedman   |           |
| DF             | 4  | Jackie McNamara | 76'       |
| DF             | 16 | Ulrik Laursen   | 64'       |
| MF             | 3  | Mohammed Sylla  |           |
| MF             | 39 | Jamie Smith     |           |
| FW             | 12 | David Fernández |           |
| FW             | 29 | Shaun Maloney   | 105'      |
| Trainer:       |    |                 |           |
| Martin O'Neill |    |                 |           |

| FC Porto:      |    |                   |          |
|                |    |                   |          |
| GK             | 99 | Vítor Baía        |          |
| RB             | 22 | Paulo Ferreira    |          |
| CB             | 2  | Jorge Costa       | 71'      |
| CB             | 4  | Ricardo Carvalho  |          |
| LB             | 8  | Nuno Valente      | 63' 120' |
| CM             | 15 | Dmitri Alenitsjev |          |
| CM             | 6  | Costinha          | 9'       |
| CM             | 18 | Maniche           | 120'     |
| AM             | 10 | Deco              |          |
| CF             | 11 | Derlei            |          |
| CF             | 21 | Nuno Capucho      | 98'      |
| Wisselspelers: |    |                   |          |
| GK             | 13 | Nuno              |          |
| DF             | 3  | Pedro Emanuel     | 71'      |
| DF             | 5  | Ricardo Costa     | 9'       |
| DF             | 14 | César Peixoto     |          |
| MF             | 28 | Clayton           |          |
| FW             | 66 | Tiago             |          |
| FW             | 78 | Marco Ferreira    | 98' 120' |
| Trainer:       |    |                   |          |
| José Mourinho  |    |                   |          |